# Cedrela kuelapensis
Cedrela kuelapensis är en tvåhjärtbladig växtart som beskrevs av T.D.Penn. & Daza. Cedrela kuelapensis ingår i släktet Cedrela och familjen Meliaceae. Inga underarter finns listade i Catalogue of Life.